# Phacochoerus aethiopicus

O facocero-do-deserto (nome científico: Phacochoerus aethiopicus) é uma espécie de suídeo do gênero Phacochoerus. Também chamado de facochero ou javali-africano-do-deserto (apesar de não pertencer a espécie Sus scrofa), ocorre na África oriental, principalmente na região do Chifre da África, mas também mais ao sul, chegando até Moçambique. Assim como a espécie mais comum de facocero (o Phacochoerus africanus), a espécie P. aethiopicus é um mamífero artiodátilo da família dos suídeos (que inclui porcos, javalis e o babirussa), é onívoro e pode pesar até 100 quilos.

## Distribuição geográfica
O facocero da espécie P. aethiopicus vive em três países da África: Etiópia, Somália e Quênia. Assim como o facocero mais comum (o P. africanus), o P. aethiopicus prefere savanas áridas e úmidas. Como a maioria dos animais africanos, tolera o clima quente e seco.

## Aparência
O facocero da espécie P. aethiopicus não é muito diferente de outros suínos selvagens,possui uma cabeça grande com verrugas características, espalhadas aos pares. Os olhos no alto da cabeça servem para vigiar possíveis predadores, como o leão ou o leopardo. O focinho é longo, acompanhado de dois pares de presas, usadas para escavar e para defesa. O corpo é grande e as pernas curtas. Apesar disso, é um bom corredor. Possui um cauda razoavelmente longa, que mantem em posição ereta enquanto trota. Um facocero adulto pesa entre 50 e 100 kg. A altura da cernelha é em torno de 75 cm.

## Dieta
O facocero da espécie P. aethiopicus, assim como a maioria dos suínos, é onívoro - alimenta-se de insetos, lagartos, minhocas, ovos, frutas, folhas e grama.

## Reprodução
Os machos disputam as fêmeas em combates violentos. A gestação da fêmea é de 175 dias, ao fim dos quais nascem em média quatro leitõezinhos, que são desmamados aos 2 meses. Os filhotes permanecem junto à mãe até o próximo parto.

## Habitat
Como todos os porcos, usa a lama para se refrescar e se proteger de parasitas e insetos. Eles vivem em pequenos núcleos familiares compostos por uma fêmea e seus filhotes. Os machos vivem sozinhos. Apesar de bons cavadores, os facoceros não constroem suas tocas. Preferem viver em tocas abandonadas de outros animais como os ursos-formigueiros (orictéropos). Os facoceros têm hábitos noturnos.